# 杨达坡
杨达坡是缅甸中部敏建的一个村庄，位于伊洛瓦底江上。1826年2月24日，杨达坡条约即签订于此处，标志着第一次英缅战争终结。